# لوعة الحب (فلم)
لوعة الحب هو فيلم سينمائي درامي مصري من إنتاج 1960 إخراج: صلاح أبو سيف و تأليف: جليل البنداري وبطولة: شادية ، أحمد مظهر ، عمر الشريف.

## قصة الفيلم
تتزوج آمال شادية من سائق القطار محمود أحمد مظهر، والذي يبدو جافاً، ويتعامل معها بقسوة بناءًا على نصائح أصدقائه، تشعر آمال بتعطش قوي للحب، رغم وجود زوجها إلى جوارها.. يسافر محمود إلى مدينة أخرى ويطلب من مساعده حسن عمر الشريف أن يرعى زوجته أثناء غيابه، تُبدي آمال إعجاباً بأخلاق حسن، الذي يقوم بمراعاة مصالحها، ولا يلبث هذا الإعجاب أن يتحول إلى حب جارف خاصًة بعد إصابة آمال بجرح بالغ وقف أثناءه إلى جوارها وقدم لها العون.. يحاول كل منهما إخفاء وكبت مشاعره، ثم يعود محمود من مهمته، ويستأنف حياته الزوجية دون أن يلحظ مشاعر زوجته، يبدأ في التغير نحوها، ويبدل من معاملته بعد أن يعرف بحملها، يشعر حسن أن عليه الابتعاد عن الزوجين، لكن عواطفه متأججة، بينما تفيض آمال بالسعادة لتغير معاملة زوجها معها وتقترب منه من جديد، يُفاجأ محمود بطلب حسن لنقله إلى مدينة أخرى، يحاول إثنائه عن عزمه، لكن بلا جدوى، فيتم النقل بالفعل.

## طاقم العمل
- شادية ... آمال
- أحمد مظهر ... محمود أفندى سائق القطار
- عمر الشريف ... حسن عطشجى القطار
- سلوى عز الدين ... زكيه الخدامه
- شفيق نور الدين ... طبيب المستشفى
- عبد الغني النجدي ... عبده
- حسين إسماعيل ... درش
- ناهد عزمي ... ميرفت
- سعيد خليل ... إبراهيم أفندى
- ليلى كريم ... سعاد
- عصمت محمود ... عواطف
- سميحة محمد ... الجارة

## الأغاني
- القطار ... تأليف صالح جودت ، تلحين بليغ حمدي
- يابهية ... تأليف فتحي قورة ، تلحين منير مراد

## روابط خارجية
- مقالات تستعمل روابط فنية بلا صلة مع ويكي بيانات